# Checker Julian
Checker Julian ist eine deutsche Kinder-Wissenssendung. Die Sendung wird seit März 2018 im KiKA ausgestrahlt und stellt eine Erweiterung der Sendungen Checker Tobi und Checker Can dar. Sie wird von Megaherz Film und Fernsehen im Auftrag des Bayerischen Rundfunks produziert. Moderator und Namensgeber der Sendung ist Julian Janssen.

## Allgemeines und Moderation
Die Sendung ist eine Erweiterung von Checker Tobi mit Tobias Krell und Checker Can mit Can Mansuroglu. Erstausstrahlung war am 3. März 2018. Checker Julian richtet sich vor allem an Kinder von drei bis 13 Jahren. Zu Beginn jeder Folge stellt Julian die „Checkerfragen“, welche im Verlauf der Sendung durch kurze Reportagen beantwortet werden.
Als weitere Erweiterung des Formats ging am 14. Oktober 2023 Marina Blanke als Checkerin Marina auf Sendung.

## Folgen
Quelle:
1. Der Seenotretter-Check
2. Der Tierarzt-Check
3. Der Mond-Check
4. Der Steine-Check
5. Der Achterbahn-Check
6. Der Polizei-Check
7. Der Rollschuh-Check
8. Der Höhlen-Check
9. Der Schwert-Check
10. Der Internats-Check
11. Der Paket-Check
12. Der Laser-Check
13. Der Germanen-Check
14. Der Pferdesport-Check
15. Der Dialekt-Check
16. Der Erfinder-Check
17. Der Erste-Hilfe-Check
18. Der Selbstverteidigungs-Check
19. Der Glitzer-Check
20. Der Drohnen-Check
21. Der Bergwerk-Check
22. Der Organe-Check
23. Der Schiffbau-Check
24. Der Pumuckl-Check
25. Der U-Boot-Check
26. Der Fotografie-Check
27. Der Traktor-Check
28. Der Helikopter-Check
29. Der Kutschen-Check
30. Der Wasserkraft-Check
31. Der Heldinnen und Helden-Check
32. Der Schauspiel-Check
33. Der Schmerz-Check
34. Der Schleim-Check
35. Der Motorrad-Check
36. Der Garten- und Balkon Check
37. Der Flugzeug-Check
38. Der Tokio-Check
39. Der Japan-Check
40. Der Freundschafts-Check
41. Der Geister-Check
42. Der Agentinnen- und Agenten-Check
43. Der Wikinger-Check
44. Der Fahrrad-Check
45. Der Oster-Check
46. Der Brücken-Check
47. Der Balance-Check
48. Der Fortbewegung der Zukunft-Check
49. Der Burgen-Check
50. Der Supermarkt-Check
51. Der Silvester-Check
52. Der Allergie-Check
53. Der Rangerinnen-und-Ranger-Check
54. Der Tanz-Check
55. Der Sommer-Check